# Live in Toronto (album King Crimson)
Live in Toronto – album koncertowy King Crimson, wydany 18 marca 2016 w Europie i USA nakładem Discipline Global Mobile jako podwójny CD oraz 25 maja w Japonii wspólnym nakładem miejscowej wytwórni Wowow Entertainment, Inc. i Panegyric.
10 kwietnia 2017 roku wydany został w Stanach Zjednoczonych, Kanadzie i Europie, w limitowanym nakładzie, box set, na który złożyły się: 4 płyty winylowe, płyta DVD i płyta DVD-Audio.
27 maja 2021 roku album został udostępniony na oficjalnym kanale King Crimson na YouTube.

## Album

### Historia
W 2013 roku King Crimson powrócił do działalności w zmienionym składzie, aby jesienią następnego roku rozpocząć trasę koncertową. Skład ten tworzyło 7 muzyków, rozmieszczonych w dwóch rzędach: trzech perkusistów z przodu: Pat Mastelotto, Bill Rieflin (który czasami grał także na klawiszach u boku Frippa) i Gavin Harrison. Z tyłu znajdowali się: Robert Fripp, gitarzysta i wokalista grupy, Jakko Jakszyk, basista i wokalista Tony Levin; oraz multiinstrumentalista (saksofonista i flecista) Mel Collins. W tym składzie jesienią 2015 roku King Crimson wyruszył do Kanady na serię 11 koncertów w sześciu miastach. Live in Toronto, zarejestrowany w Queen Elizabeth Theatre, 20 listopada 2015 roku jest „oficjalnym bootlegowym” nagranie całego występu, dostępnym początkowo jako plik do pobrania ze strony DGM Live, a następnie wydane w formie płyty CD. Nie ma w nim żadnych edycji, poza skróceniem czasu między nagranym wcześniej ogłoszeniem, które rozpoczynało wszystkie występy – aby publiczność doświadczyła występu oczami i uszami, a nie smartfonami i tabletami, po którym na scenę weszli basista Tony Levin i multiinstrumentalista dęty drewniany Mel Collins aby wykonać krótką improwizację w „Threshold Soundscape” Frippa. Zespol w trakcie występu przypomniał przede wszystkim utwory z wczesnego okresu swojej działalności: między innymi: „21st Century Schizoid Man”, „Epitaph”, „The Court of the Crimson King” (z In the Court of the Crimson King), „Pictures of a City” (z In the Wake of Poseidon), „Sailor's Tale”, „The Letters” (z Islands), „Larks’ Tongues in Aspic, Part One”, „Easy Money”, „Red” (z Larks’ Tongues in Aspic) uzupełnione utworami z albumów późniejszych: „VROOOM” (z Thrak) „The ConstruKction of Light” (z albumu pod tym samym tytułem) i utworami skomponowanymi tylko dla koncertów: „Radical Action (To Unseat the Hold of Monkey Mind)”, „Meltdown”. Siedmioosobowy zespół wykonał na nowo utwory wprowadzając do nich szereg innowacji jak: wydłużona gitarowa solówka Frippa i wokaliza Jakszyka w „Easy Money” czy perkusyjna solówka Harrisona w „21st Century Schizoid Man”. Collins z kolei wykonał „Larks’ Tongues in Aspic, Part One” w jazzowej konwencji, do której wprowadził odrobinę humoru, nawiązując przez moment zarówno do kanadyjskiego (Oh, Canada), jak i francuskiego (La Marseillaise) hymnu narodowego.

### Lista utworów
Lista i informacje według Discogs:

#### CD One
| 1.  | Threshold Soundscape (Fripp, Levin, Collins)                            | 4:00    |
|     |                                                                         |         |
| 2.  | Larks’ Tongues in Aspic, Part One (Cross, Fripp, Wetton, Bruford, Muir) | 10:29   |
|     |                                                                         |         |
| 3.  | Pictures of a City (Fripp, Sinfield)                                    | 8:32    |
|     |                                                                         |         |
| 4.  | VROOOM (Belew, Fripp, Levin, Gunn, Bruford, Mastelotto)                 | 5:18    |
|     |                                                                         |         |
| 5.  | Radical Action (To Unseat the Hold of Monkey Mind) (Fripp)              | 3:20    |
|     |                                                                         |         |
| 6.  | Meltdown (Jakszyk, Fripp)                                               | 4:51    |
|     |                                                                         |         |
| 7.  | The Hell Hounds of Krim (Harrison, Mastelotto, Rieflin)                 | 3:31    |
|     |                                                                         |         |
| 8.  | The ConstruKction of Light (Belew, Fripp, Gunn, Mastelotto)             | 6:44    |
|     |                                                                         |         |
| 9.  | Red (Fripp)                                                             | 6:47    |
|     |                                                                         |         |
| 10. | Epitaph (Fripp, McDonald, Lake, Giles, Sinfield)                        | 9:02    |
|     |                                                                         |         |
|     |                                                                         | 1:02:34 |
|     |                                                                         |         |

#### CD Two
| 1. | Banshee Legs Bell Hassle (Harrison, Rieflin, Mastelotto)           | 1:43    |
|    |                                                                    |         |
| 2. | Easy Money (Fripp, Wetton, Palmer-James)                           | 8:33    |
|    |                                                                    |         |
| 3. | Level Five (Belew, Fripp, Gunn, Mastelotto)                        | 7:04    |
|    |                                                                    |         |
| 4. | The Letters (Fripp, Sinfield)                                      | 5:38    |
|    |                                                                    |         |
| 5. | Sailor’s Tale (Fripp)                                              | 6:56    |
|    |                                                                    |         |
| 6. | Starless (Cross, Fripp, Wetton, Bruford, Palmer-James)             | 15:18   |
|    |                                                                    |         |
| 7. | The Court of the Crimson King (McDonald, Sinfield)                 | 7:17    |
|    |                                                                    |         |
| 8. | 21st Century Schizoid Man (Fripp, McDonald, Lake, Giles, Sinfield) | 11:41   |
|    |                                                                    |         |
|    |                                                                    | 1:04:10 |
|    |                                                                    |         |

### Muzycy
- Pat Mastelotto – perkusja
- Bill Rieflin – perkusja i instrumenty klawiszowe
- Gavin Harrison – perkusja
- Robert Fripp – gitara i instrumenty klawiszowe
- Jakko Jakszyk – gitara i śpiew
- Tony Levin – gitary basowe i stick
- Mel Collins – saksofony i flet

### Personel techniczny
- produkcja – David Singleton
- Mark Vreeken – inżynier miksujący
- kompilacja cyfrowa – David Singleton i Alex R Mundy
- zdjęcia – Tony Levin
- zdjęcie na okładce oraz logo CD – Trevor Wilkins
- obraz na okładce i logo „Elements” – Ben Singleton
- design i layout – Hugh O’Donnell
- personel techniczny – Dave Salt, Mark Vreeken, John Armitage, Jason Birnie, Biff Blumfumgagnge, Michele Russotto, Adrian Holmes, Trevor Wilkins, Russ Wilson, Katrina Doy

Do wydania dołączono 12-stronicową książeczkę.

## Odbiór

### Opinie krytyków
| Oceny łączne      | Oceny łączne |
| Publikacja        | Ocena        |
| ----------------- | ------------ |
| Album of the Year | 80/100       |
| Recenzje          |              |
| Publikacja        | Ocena        |
| All About Jazz    | [ 6 ]        |
| AllMusic          | [ 8 ]        |
| Classic Rock      | [ 9 ]        |
| Jazzwise          | ★★★          |
| Prog Archives     | [ 11 ]       |

John Kelman z magazynu All About Jazz ocenił wysoko album dając mu cztery i pół gwiazdki (na pięć). Jego zdaniem Live in Toronto „z potrójnym zestawem perkusyjnym, podwójnymi gitarami, piszczałkami i instrumentami dętymi drewnianymi, basem i pałeczkami, wszystko grane przez najlepszych muzyków zdolnych do poszanowania formalnej konstrukcji każdego utworu, a jednocześnie wprowadzających interpretacyjne wariacje i imponujące solówki, (…) to Crimson, który po raz pierwszy spogląda na swoją najobszerniejszą historię, jednocześnie wprowadzając muzykę zdecydowanie w XXI wiek”.
Sean Westergaard z AllMusic jest zdania, że „King Crimson wraz z wydaniem całego koncertu z 20 listopada 2015 roku w Toronto powrócił do dobrej formy. Lista utworów jest marzeniem każdego fana i zawiera utwory, które nie były grane na żywo od dziesięcioleci”.
Podobną opinię wyraził Andy Robson z magazynu Jazzwise: „dla starej szkoły Crimsonów to powrót zespołu do „Easy Money' i kulminacyjnego materiału z ich pierwszego albumu będzie ekscytujący. Wbrew wszelkim przeciwnościom ten zespół nadal nie tylko ewoluuje, ale i zadziwia”. Wyraził jedynie obawę, że „nawet trzech perkusistów nie zastąpi jednego potężnego Bruforda na „Red”, ale powitał z zadowoleniem powrót Collinsa, który „zapewnia gamę kolorów, ożywiając utwory takie jak „The ConstruKtion of Light”, które wcześniej nie zawierały instrumentów dętych”.
Neu!mann z Prog Archives konstatuje, że lista utworów albumu składa się głównie ze „Złotych Przebojów” Karmazynowego Króla, który „pewnego chłodnego, jesiennego wieczoru w Toronto dał rozpalony do czerwoności show”.  Z albumu emanuje – jego zdaniem – „surowa energia tego nagrania”, a „sekcja rytmiczna jest szczególnie głośna”. Zwrócił uwagę na interpretację „Red” i „Epitaph”, które „wspólnie funkcjonują jak muzyczny barometr naszych niespokojnych czasów” oraz na „Pictures of a City”. 
Zdaniem Jo Kendall z magazynu Classic Rock utwory zawarte na Live in Toronto, włącznie z nowymi pozycjami: „Radical Action” i „Meltdown”, są „naturalną kontynuacją albumu The Power to Believe z 2003 roku. Autorka wyróżniła zwłaszcza grę Mela Collinsa oraz perkusistów: Pata Mastelotto, Billa Reiflina i Gavina Harrisona. „Co za zestaw” – dodała na zakończenie.

### Listy tygodniowe
| Kraj            | Lista                             | Pozycja |
| --------------- | --------------------------------- | ------- |
| Szkocja         | Scottish Albums Chart             | 74      |
| Wielka Brytania | Official Independent Albums Chart | 24      |